# スカンドル・アクバ
"ジェネラル" スカンドル・アクバ（"General" Skandor Akbar、本名：James Saied Whebbe、1934年9月29日 - 2010年8月19日）は、アメリカ合衆国のプロレスラー。テキサス州ヴァーノン出身のアラブ系（レバノン系）アメリカ人。
ザ・シークの影響下にあった中東ギミックのヒールであり、キャリア後期はマネージャーとしても活躍した。

## 来歴
1963年にジミー・ウェーバ（Jimmy Wehba）名義でデビュー後、1966年よりフリッツ・フォン・エリックの提案で、アラビア語で「アレキサンダー大王」を意味するスカンドル・アクバ（Skandor Akbar）に改名。1967年10月7日にはNWAトライステート地区にて、ダニー・ホッジと組んでトーゴー・シクマ&シャチ横内からUSタッグ王座を奪取している。
以降、シーク・スタイルのアラブ人ヒールとして、ジョージアやフロリダなどNWAの南部テリトリーで活動。ジョージアではビル・ドロモやボブ・アームストロングとタイトルを争い、フロリダではジャック・ブリスコやヒロ・マツダと対戦した。
日本へは1970年1月に日本プロレス、1973年6月に国際プロレスへ参戦。日本プロレスではジャイアント馬場やアントニオ猪木ともタッグマッチで対戦した。国際プロレスへの来日時には、6月22日に酒田にてラッシャー木村と、6月30日に岐阜にてストロング小林と、それぞれ金網デスマッチで対戦している。1975年にはオーストラリアにも遠征、9月12日にムース・モロウスキーを破りNWA豪亜ヘビー級王座を獲得した。
1976年は4月から8月にかけて、WWWFを短期間サーキット。ボボ・ブラジル、イワン・プトスキー、ケビン・サリバン、チーフ・ジェイ・ストロンボー、ビリー・ホワイト・ウルフ、トニー・パリシ、パット・バレット、S・D・ジョーンズらと対戦し、スタン・ハンセンともタッグを組んだ。ニューヨークのマディソン・スクエア・ガーデンでは、5月17日の定期戦において前WWWF世界タッグ王者のルイ・セルダンから勝利を収めている。
1977年より、ヒールのプレイング・マネージャーに転向。以降1980年代全般はダラスのWCCWを本拠地に、エディ・グラハム主宰のCWFやビル・ワット主宰のMSWA（UWF）にも登場した。1990年代からはダラスの新団体GWFで活動。1995年には一時的にベビーフェイスとなり、旧敵ケビン・フォン・エリックのマネージメントを担当した。
20年強に及ぶマネージャー時代の担当選手には、若手時代のスティーブ・オースチン、マーク・キャラウェイ、ミック・フォーリー、ジョン・レイフィールド、武藤敬司など、後にプロレス界を代表するトップスターとなったレスラーも少なくない。
晩年はテキサス州ダラス郡のガーランドに居住、マネージャーとしてもテキサスのインディー団体にスポット出場していた。2010年8月19日、前立腺癌のため75歳で死去。

## 得意技
- キャメルクラッチ
- ファイアーボール （火炎攻撃）

## 獲得タイトル
NWAトライステート
- NWA北米ヘビー級王座（トライステート版）：1回[13]
- NWA USタッグ王座（トライステート版）：2回（w / ダニー・ホッジ）[2]

ジョージア・チャンピオンシップ・レスリング
- NWAジョージア・タッグ王座：1回（w / オックス・ベーカー）[14]
- NWAメイコン・タッグ王座：2回（w / バディ・コルト、ロケット・モンロー）[15]

ワールド・チャンピオンシップ・レスリング（オーストラリア）
- NWA豪亜ヘビー級王座：1回[8]
- NWA豪亜タッグ王座：1回（w / George Gouliovas）[16]

## マネージャー担当選手
- パンピロ・フィルポ
- アブドーラ・ザ・ブッチャー
- ディック・マードック
- マーク・ルーイン
- キラー・ブルックス
- レロイ・ブラウン
- エド・ウィスコスキー
- アイアン・シーク
- カブキ
- キングコング・バンディ
- スコット・アーウィン
- ビル・アーウィン
- ザ・モンゴル
- フィッシュマン
- カマラ
- ミッシング・リンク
- キラー・カーン
- ケンドー・ナガサキ
- カリーム・モハメッド
- ワンマン・ギャング
- ブッチ・リード
- ボリス・ズーコフ
- ブラック・バート

- アイスマン・パーソンズ
- テッド・デビアス
- スティーブ・ウィリアムス
- ミスター・オリンピア
- エル・コルサリオ
- ビッグ・ババ・ロジャース
- ノード・ザ・バーバリアン
- ハーキュリーズ
- ダニー・スパイビー
- ザ・ターミネーター
- スーパー・ブラック・ニンジャ
- ジミー・ジャック・ファンク
- スティーブ・オースチン
- ザ・パニッシャー
- キャクタス・ジャック
- ボツワナ・ビースト
- モアディブ
- ボビー・ダンカン・ジュニア
- ジョニー・ホーク
- ケビン・フォン・エリック
- グレッグ・バレンタイン
- ホンキー・トンク・マン